# جام پادشاهی عربستان
جام پادشاهی خادم الحرمین الشریفین جام حذفی فوتبال کشور عربستان سعودی است.

## قهرمانان
| رتبه | باشگاه  | قهرمانی‌ها |
| ---- | ------- | --------- |
| ۱    | الاهلی  | ۱۳        |
| ۲    | الهلال  | ۱۱        |
| ۳    | الاتحاد | ۱۰        |
| ۴    | النصر   | ۶         |
| ۵    | الشباب  | ۳         |
| ۶    | الوحده  | ۲         |
| ۷    | الاتفاق | ۲         |
| ۸    | التعاون | ۱         |
| ۹    | الفیصلی | ۱         |
| ۱۰   | الفیحاء | ۱         |